# Mesogyrus striatus
Mesogyrus striatus là một loài bọ cánh cứng trong họ van Gyrinidae. Loài này được Ponomarenko miêu tả khoa học năm 1973.